# 陽化駅
陽化駅（ヤンファえき）は朝鮮民主主義人民共和国咸鏡南道新浦市に位置する朝鮮民主主義人民共和国鉄道省平羅線の駅である。

## 歴史
- 1924年10月11日：開業[1]。